# 216808 Tolmargyula
216808 Tolmargyula este o planetă minoră (asteroid) din centura de asteroizi. A fost descoperită pe 14 octombrie 2006 la Piszkéstetői Obszervatórium⁠(d) de . 
Obiectul prezintă o orbită caracterizată de o semiaxă mare de 2,4185325319328 UAi, o excentricitate de 0,18349553713258, o înclinație de 0,93225434697067 ° în raport cu ecliptica.